# Juliana Felisberta
Juliana Felisberta da Silva (ur. 22 lipca 1983 w Santosie) – brazylijska siatkarka plażowa. Brązowa medalistka olimpijska 2012 z Londynu, mistrzyni Świata 2011, a także sześciokrotna zwyciężczyni FIVB Bech Volley World Tour w parze z Larissą. Dwukrotna złota medalistka igrzysk panamerykańskich, w Rio de Janeiro oraz w Guadalajarze.